# Приштинска аутобуска станица
Приштинска аутобуска станица (скраћено ПАС) главна је аутобуска станица на Косову и Метохији. Налази се 2 km југозападно од центра Приштине. Састоји се од аутобуске гараже и аутобуског терминала, а одговорна је да обезбеди транспорт до других делова Србије и континенталних дестинација.

## Историја
Приштинску аутобуску станицу основала је 1977. године општинска влада, али изградња је почела тек 1982. Завршена 1983. године, њоме је управљала Косовска повереничка агенција од Рата на Косову и Метохији до 2015. године, када је општина поново преузела контролу.

## Редови вожње

### Редови вожње на КиМ
| Почетак  | Крај               | Цена (евро)   | Време              |
| -------- | ------------------ | ------------- | ------------------ |
| Приштина | Пећ                | 4,00          | 7.30сваких 20 мин. |
| Приштина | Ђаковица           | 4,00          | 7.30сваких 20 мин. |
| Приштина | Призрен            | 4,00          | 7.30сваких 20 мин. |
| Приштина | Косовска Митровица | 1,00 или 1,50 | 7.30сваких 20 мин. |
| Приштина | Гњилане            | 2,00          | 7.30сваких 20 мин. |
| Приштина | Србица             | 1,00 или 1,50 | 7.30сваких 20 мин. |
| Приштина | Урошевац           | 1,00 или 1,50 | 7.30сваких 20 мин. |
| Приштина | Подујево           | 1,00 или 1,50 | 7.30сваких 20 мин. |

### Редови вожње ван КиМ
| Почетак  | Крај       | Цена (евро) | Време        | Дан              |
| -------- | ---------- | ----------- | ------------ | ---------------- |
| Приштина | Тетово     | 5—10        | 6.30; 9.30   | понедељак—недеља |
| Приштина | Тирана     | 20—25       | 6.00; 12.00  | понедељак—недеља |
| Приштина | Скопље     | 5,00        | 7.55; 09.30  | понедељак—недеља |
| Приштина | Подгорица  | 10—15       | 17.45; 23.00 | понедељак—недеља |
| Приштина | Нови Пазар | 5—10        | 8.00; 14.00  | понедељак—недеља |
| Приштина | Загреб     | 15—20       | 4.30; 19.30  | понедељак—недеља |
| Приштина | Београд    | 10—15       | 11.00; 17.00 | понедељак—недеља |